# Synagoge (Medemblik)
De voormalige synagoge van Medemblik werd in 1808 gebouwd aan het Gedempte Achterom, waar het tot 1926 dienst bleef doen. Daarna werd het tot 2014 een vergadercentrum. Sinds 8 maart 1977 is het pand aangewezen als rijksmonument.

## Geschiedenis
In 1765 werd de Joodse begraafplaats aangekocht. Ruim 40 jaar later werd in 1808 een begin gemaakt met de bouw van de synagoge in Medemblik. Nog dezelfde eeuw raakte het gebouw in verval door een teruglopend aantal leden en in 1867 moest de zwaar vervallen synagoge gerestaureerd worden. Het aantal leden bleef dalen en de gemeenschap was in 1926 genoodzaakt de sjoel te verkopen. 24 jaar later werd de Joodse gemeente opgeheven en samengevoegd met die van Enkhuizen.
Vanaf 1950 werd het pand niet meer gebruikt als synagoge. Het pand heeft daarna verschillende functies gehad, waaronder die van pakhuis, garage en Turkse cultureel centrum. De gemeente Medemblik heeft het pand sinds 1976 in eigendom en wilde het in 2004 aan de Joodse gemeenschap verkopen. Omdat de gemeenschap het geld niet bijeen wist te brengen werd het pand in 2006 verkocht en kreeg het de functie van kapsalon.

## Exterieur
De voorgevel wordt gedomineerd door een classicistische ingangspartij met aan weerszijden een spitsboogvenster. De ingangspartij is een reconstructie, welke tijdens een restauratie tussen 1980 en 1982 werd teruggeplaatst. De partij is voorzien van pilasters en in een fronton staat een Hebreeuwsche tekst (Haggai 2:9) op een blauw veld.

## Interieur
Van het interieur resteert alleen de vrouwengalerij nog, deze is apart bereikbaar via de linkerdeur in de voorgevel. Het plafond, een gedruk tongewelf, is lager opnieuw toegepast. De kap is net als de ingangspartij niet origineel.